# Línea N9 (TUC Pamplona)
La línea N9 (Nocturna 9) del Transporte Urbano Comarcal de Pamplona cubre la ruta entre el Paseo de Sarasate en el centro de Pamplona y la localidad de Orcoyen.
En su trayecto discurre por los barrios pamploneses del Primer Ensanche, San Juan, San Jorge y la localidad de Orcoyen respectivamente, realizándose también el mismo servicio en sentido inverso.
Tiene servicio todas las noches de los sábados y vísperas de festivos donde funciona cada 2 h entre las 23:00 las 5:00 y los viernes donde también funciona cada dos horas entre las 23:00 y 3:00h. La línea dispone de servicios para personas con discapacidad.
Esta línea opera con su denominación desde la implantación de la Red del Transporte Urbano Comarcal el 26 de julio de 1999. 

## Paradas
| KBHFa |

| HST |

| HST |

| HST |

| HST |

| HST |

| HST |

| HST |

| HST |

| HST |

| HST |

| KBHFe |

|  |

| KBHFa |

| HST |

| HST |

| HST |

| HST |

| HST |

| HST |

| HST |

| HST |

| HST |

| HST |

| KBHFe |

|  |

| KBHFa |

| HST |

| HST |

| HST |

| HST |

| HST |

| HST |

| HST |

| HST |

| HST |

| HST |

| KBHFe |

|  |

| KBHFa |

| HST |

| HST |

| HST |

| HST |

| HST |

| HST |

| HST |

| HST |

| HST |

| HST |

| KBHFe |

|  |

| KBHFa |

| HST |

| HST |

| HST |

| HST |

| HST |

| HST |

| HST |

| HST |

| HST |

| HST |

| HST |

| KBHFe |

| KBHFa |

| HST |

| HST |

| HST |

| HST |

| HST |

| HST |

| HST |

| HST |

| HST |

| HST |

| HST |

| KBHFe |

| KBHFa |

| HST |

| HST |

| HST |

| HST |

| HST |

| HST |

| HST |

| HST |

| HST |

| HST |

| HST |

| KBHFe |

| KBHFa |

| HST |

| HST |

| HST |

| HST |

| HST |

| HST |

| HST |

| HST |

| HST |

| HST |

| HST |

| KBHFe |